# Bộ Phụ (父)
Bộ Phụ, bộ thứ 88 có nghĩa là "Cha" là 1 trong 34 bộ có 4 nét trong số 214 bộ thủ Khang Hy.
Trong Từ điển Khang Hy có 10 chữ (trong số hơn 40.000) được tìm thấy chứa bộ này.

## Tự hình Bộ Phụ (父)

Giáp cốt văn
Kim văn
Đại triện
Tiểu triện

## Chữ thuộc Bộ Phụ (父)
| Số nét bổ sung | Chữ     |
| -------------- | ------- |
| 0              | 父/phụ/ |
| 2              | 爷/da/  |
| 4              | 爸/ba/  |
| 6              | 爹/đa/  |
| 9              | 爺/da/  |